# 통진 이씨
통진 이씨(通津李氏)는 경기도 김포시 통진읍을 본관으로 하는 한국의 성씨이다. 시조는 조선에서 수의부위(修義副尉)와 참판(參判)을 지낸 이인(李仁)이다.

## 참고 자료
- “통진이씨(通津李氏)”. 뿌리를 찾아서.[깨진 링크(과거 내용 찾기)]